# Acroneuroptila
Acroneuroptila är ett släkte av insekter. Acroneuroptila ingår i familjen syrsor.
Kladogram enligt Catalogue of Life:
| Acroneuroptila | \| \| Acroneuroptila puddui \| \| \| \| \| \| Acroneuroptila sardoa \| \| \| \| |
|                | \| \| Acroneuroptila puddui \| \| \| \| \| \| Acroneuroptila sardoa \| \| \| \| |
|                | Acroneuroptila puddui                                                           |
|                |                                                                                 |
|                | Acroneuroptila sardoa                                                           |
|                |                                                                                 |